# Equazione di Henderson-Hasselbalch
In chimica, l'equazione di Henderson-Hasselbalch descrive, nei sistemi biologici e chimici, la relazione tra il pH e la concentrazione dell'acido impiegando la sua pKa (il logaritmo negativo della sua costante di dissociazione acida). L'equazione è utile anche nel caso si debba calcolare il pH di una soluzione tampone.
Data la reazione:
{\displaystyle {\mbox{HA}}+{\mbox{H}}_{2}{\mbox{O}}\rightleftharpoons {\mbox{A}}^{-}+{\mbox{H}}_{3}{\mbox{O}}^{+}}
la relazione può essere espressa nei due modi equivalenti:
{\displaystyle {\textrm {pH}}={\textrm {pK}}_{a}+\log _{10}{\frac {[{\textrm {A}}^{-}]}{[{\textrm {HA}}]}}}
oppure:
{\displaystyle pH=pK_{a}+\log _{10}\left({\frac {[\mathrm {sale} ]}{[\mathrm {acido} ]}}\right).}
Esplicitando il significato di "p" si ha:
{\displaystyle pK_{a}=-\log _{10}(K_{a})=-\log _{10}\left({\frac {[{\mbox{H}}_{3}{\mbox{O}}^{+}][{\mbox{A}}^{-}]}{[{\mbox{HA}}]}}\right)}

## Limiti dell'equazione
La Henderson-Hasselbalch presuppone alcune approssimazioni. La più importante è che la concentrazione dell'acido e della base coniugata rimangano, all'equilibrio, pari alla loro concentrazione formale. Sono escluse pertanto la dissociazione dell'acido e l'idrolisi della base. Anche l'autoprotolisi dell'acqua non è tenuta in considerazione. Questa relazione diviene troppo approssimativa per acidi e basi forti (pKa diverso di più di due unità dalla neutralità), soluzioni diluite (1 mM o meno), o rapporti acido/base molto alti (tipo 100 a 1).